# Бисикало, Дмитрий Валерьевич
Дмитрий Валерьевич Бисикало (род. 1961) — российский астрофизик, доктор физико-математических наук, профессор, академик РАН (2022), заместитель научного руководителя — главный учёный секретарь Национального центра физики и математики, главный научный сотрудник Института астрономии РАН.

## Биография
Дмитрий Валерьевич Бисикало родился в 1961 году в Иркутске.
В 1984 году окончил Московский физико-технический институт.
В 1984 году поступил в аспирантуру Астрономического совета АН СССР (в настоящее время — Институт астрономии Российской академии наук).
В 1988 году защитил кандидатскую диссертацию по специальности 01.03.02 «Астрофизика» по теме «Исследование внутренней комы кометы методами континуальной и молекулярной газодинамики».
В 1998 году защитил докторскую диссертацию в Государственном астрономическом институте им. П. К. Штернберга Московского государственного университета им. М. В. Ломоносова по теме «Исследование газодинамики переноса вещества во взаимодействующих двойных системах».
В 2001—2016 годах занимал должность заместителя директора Института астрономии РАН по научной работе.
В 2010 году Д. В. Бисикало было присвоено звание профессора по специальности «Астрофизика и звёздная астрономия».
В 2011 году был избран членом-корреспондентом РАН по Отделению физических наук РАН, специализация — «Астрономия».
В 2016—2021 годах занимал должность директора Института астрономии РАН.
С 30 декабря 2021 года по 22 сентября 2022 года являлся исполняющим обязанности Главного ученого секретаря Российской академии наук.
В 2022 году был избран академиком РАН по Отделению физических наук РАН, специализация — «Астрономия».
C 31 октября 2022 года занимает пост заместителя научного руководителя — главного учёного секретаря Национального центра физики и математики (НЦФМ)

## Научная деятельность
Д. В. Бисикало — специалист в исследовании газодинамики течения вещества во взаимодействующих двойных звёздах и в изучении аккреционных дисков. Он активно участвует в работах по развитию численных методов исследования астрофизических объектов методами молекулярной (на основе решения кинетического уравнения Больцмана) и континуальной (на основе решений уравнений Эйлера) динамики. Результаты Д. В. Бисикало опубликованы более чем в 270 научных статьях. Среди опубликованных научных работ 5 монографий и 4 монографических обзора.

#### Основные научные результаты Д. В. Бисикало
Развито принципиально новое направление в исследовании двойных звёзд, объединяющее астрофизические наблюдения с газодинамическими и магнитогазодинамическими расчетами.
Создана самосогласованная модель обмена веществом в двойных звёздах.
Исследована структура аккреционных дисков в двойных звёздах.
Открыты прецессионные волны плотности в холодных аккреционных дисках.
Впервые исследован механизм формирования оболочек тесных двойных звёзд.
По результатам трёхмерного численного моделирования дано объяснение вспышечной активности классических симбиотических звёзд.
С помощью трёхмерного численного моделирования впервые изучено влияние магнитного поля на структуру аккреционных дисков в промежуточных полярах.
Разработана численная кинетическая модель взаимодействия потоков высокоэнергетичных частиц магнитосферного происхождения с верхними атмосферами планет. Модель широко используется в ряде космических экспериментов (IMAGE, HST, MEX, VEX) для изучения атмосфер Земли, Венеры, Марса и Юпитера.
Работы Д. В. Бисикало неоднократно отмечались в качестве важнейших научных результатов в годовых отчетах РАН.

## Преподавательская деятельность
Д. В. Бисикало работает со студентами и аспирантами на кафедре космической физики Московского физико-технического института (государственного университета). Под его руководством защищены свыше 10 кандидатских и докторских диссертаций.

## Научно-организационная деятельность
Д. В. Бисикало выполняет большую научно-организационную работу: является главным редактором «Астрономического журнала», членом Бюро Отделения физических наук РАН, зам. председателя Научного совета ОФН РАН по астрономии, членом Совета по космосу РАН, членом Совета по грантам Президента Российской Федерации для государственной поддержки молодых российских учёных и ведущих научных школ РФ, паст-президентом комиссии B1 «Вычислительная астрофизика» Международного астрономического союза, членом Европейского астрономического союза. Также Д. В. Бисикало регулярно участвует в работах организационных комитетов российских и международных конференций.

## Награды
- 2022 — Медаль ордена «За заслуги перед Отечеством» I степени[8]
- 2012 — Медаль ордена «За заслуги перед Отечеством» II степени — за большие заслуги в развитии науки и многолетнюю плодотворную деятельность[9]
- 2011 — Лауреат премии имени А. А. Белопольского РАН за цикл работ «Исследование тесных двойных звёзд»
- 2009 — Премия Международной академической издательской компании МАИК «Наука/Интерпериодика» за лучшие публикации в 2009 году
- 1999 — Главная премия Международной академической издательской компании МАИК «Наука/Интерпериодика» за лучшую публикацию в 1999 году
- 1996 — Премия Международной академической издательской компании МАИК «Наука/Интерпериодика» за лучшую публикацию в 1996 году

## Из библиографии

### Книги
- Маров М. Я., Шематович В. И., Бисикало Д. В. Кинетическое моделирование разреженного газа в задачах аэрономии // М.: Изд. Института прикладной математики РАН, 1990, с. 1-250.
- Marov M. Ya., Shematovich V. I., Bisikalo D. V. Nonequilibrium aeronomic processes. A kinetic approach to the mathematical modeling // Space Science Reviews, 1996, Vol. 76, Nos. 1/2, pp. 1–204.
- Marov M. Ya., Shematovich V. I., Bisikalo D. V., Gerard J.-C. Nonequilibrium processes in the planetary and cometary atmospheres: Theory and Applications // Kluwer Academic Publishers[англ.]. Dordrecht, 1997. 1-293 pp.
- A. A. Boyarchuk, D. V. Bisikalo, O. A. Kuznetsov, V. M. Chechetkin. Mass Transfer in Close Binary Stars // Advances in Astronomy and Astrophysics Series, Vol.6, London and New York: Taylor and Francis, 2002, 365 p.
- Д. В. Бисикало, А. Г. Жилкин, А. А. Боярчук. Газодинамика тесных двойных звёзд. М.: Физматлит, 2013, 632 с.
- Д. В. Бисикало, В. И. Шематович, П. В. Кайгородов, А. Г. Жилкин. Газовые оболочки экзопланет — горячих юпитеров М.: Наука, 2020, 252 с.

### Избранные статьи
- А. М. Фридман, Д. В. Бисикало. Природа аккреционных дисков тесных двойных звёзд: неустойчивость сверхотражения и развитая турбулентность // Успехи физических наук, 2008, т. 178, № 6, с. 577—604.
- А. Г. Жилкин, Д. В. Бисикало, А. А. Боярчук. Структура течения в тесных двойных звёздах с учётом магнитного поля // Успехи физических наук, 2012, т. 182.
- Д. В. Бисикало, В. И. Шематович, П. В. Кайгородов, А. Г. Жилкин. Газовые оболочки экзопланет — горячих юпитеров // Успехи физических наук, 2021, т. 191, № 8, с. 785—845.